# Gran Premio de Catar de Motociclismo de 2011
El Gran Premio de Catar de Motociclismo de 2011 fue la primera prueba del Campeonato del Mundo de Motociclismo de 2011. Tuvo lugar en el fin de semana del 17 al 20 de marzo de 2011 en el Circuito Internacional de Losail, situado en Doha, Catar. La carrera de MotoGP fue ganada por Casey Stoner, seguido de Jorge Lorenzo y Dani Pedrosa. Stefan Bradl ganó la prueba de Moto2, por delante de Andrea Iannone y Thomas Lüthi. La carrera de 125cc fue ganada por Nicolás Terol, Sandro Cortese fue segundo y Sergio Gadea tercero.

## Resultados

### Resultados MotoGP
| Pos. | N.º | Piloto           | Constructor | Vueltas | Tiempo    | Parrilla | Pts. |
| ---- | --- | ---------------- | ----------- | ------- | --------- | -------- | ---- |
| 1    | 27  | Casey Stoner     | Honda       | 22      | 42:38.569 | 1        | 25   |
| 2    | 1   | Jorge Lorenzo    | Yamaha      | 22      | +3.440    | 3        | 20   |
| 3    | 26  | Dani Pedrosa     | Honda       | 22      | +5.051    | 2        | 16   |
| 4    | 4   | Andrea Dovizioso | Honda       | 22      | +5.942    | 7        | 13   |
| 5    | 58  | Marco Simoncelli | Honda       | 22      | +7.358    | 4        | 11   |
| 6    | 11  | Ben Spies        | Yamaha      | 22      | +10.468   | 5        | 10   |
| 7    | 46  | Valentino Rossi  | Ducati      | 22      | +16.431   | 9        | 9    |
| 8    | 5   | Colin Edwards    | Yamaha      | 22      | +26.293   | 10       | 8    |
| 9    | 69  | Nicky Hayden     | Ducati      | 22      | +27.416   | 13       | 7    |
| 10   | 7   | Hiroshi Aoyama   | Honda       | 22      | +28.920   | 12       | 6    |
| 11   | 35  | Cal Crutchlow    | Yamaha      | 22      | +34.539   | 8        | 5    |
| 12   | 8   | Héctor Barberá   | Ducati      | 22      | +34.829   | 6        | 4    |
| 13   | 17  | Karel Abraham    | Ducati      | 22      | +37.957   | 15       | 3    |
| Ret  | 24  | Toni Elías       | Honda       | 18      | Caída     | 16       |      |
| Ret  | 65  | Loris Capirossi  | Ducati      | 1       | Retirado  | 14       |      |
| Ret  | 14  | Randy de Puniet  | Ducati      | 0       | Caída     | 11       |      |
| DNS  | 19  | Álvaro Bautista  | Suzuki      |         | Lesionado |          |      |

### Resultados Moto2
| Pos. | N.º | Piloto              | Constructor | Vueltas | Tiempo    | Parrilla | Pts. |
| ---- | --- | ------------------- | ----------- | ------- | --------- | -------- | ---- |
| 1    | 65  | Stefan Bradl        | Kalex       | 20      | 40:38.549 | 1        | 25   |
| 2    | 29  | Andrea Iannone      | Suter       | 20      | +4.330    | 16       | 20   |
| 3    | 12  | Thomas Lüthi        | Suter       | 20      | +5.137    | 3        | 16   |
| 4    | 15  | Alex de Angelis     | MotoBi      | 20      | +5.925    | 8        | 13   |
| 5    | 72  | Yuki Takahashi      | Moriwaki    | 20      | +6.621    | 4        | 11   |
| 6    | 3   | Simone Corsi        | FTR         | 20      | +14.217   | 11       | 10   |
| 7    | 16  | Jules Cluzel        | Suter       | 20      | +14.257   | 5        | 9    |
| 8    | 51  | Michele Pirro       | Moriwaki    | 20      | +14.501   | 9        | 8    |
| 9    | 38  | Bradley Smith       | Tech 3      | 20      | +18.910   | 7        | 7    |
| 10   | 60  | Julián Simón        | Suter       | 20      | +19.174   | 6        | 6    |
| 11   | 40  | Aleix Espargaró     | Pons Kalex  | 20      | +19.442   | 14       | 5    |
| 12   | 68  | Yonny Hernández     | FTR         | 20      | +20.830   | 20       | 4    |
| 13   | 77  | Dominique Aegerter  | Suter       | 20      | +20.837   | 15       | 3    |
| 14   | 34  | Esteve Rabat        | FTR         | 20      | +20.855   | 17       | 2    |
| 15   | 76  | Max Neukirchner     | MZ-RE Honda | 20      | +26.803   | 12       | 1    |
| 16   | 80  | Axel Pons           | Pons Kalex  | 20      | +27.295   | 23       |      |
| 17   | 88  | Ricard Cardús       | Moriwaki    | 20      | +28.080   | 22       |      |
| 18   | 54  | Kenan Sofuoğlu      | Suter       | 20      | +28.212   | 28       |      |
| 19   | 63  | Mike Di Meglio      | Tech 3      | 20      | +34.939   | 19       |      |
| 20   | 36  | Mika Kallio         | Suter       | 20      | +34.962   | 25       |      |
| 21   | 71  | Claudio Corti       | Suter       | 20      | +37.982   | 18       |      |
| 22   | 44  | Pol Espargaró       | FTR         | 20      | +43.491   | 24       |      |
| 23   | 53  | Valentin Debise     | FTR         | 20      | +43.659   | 26       |      |
| 24   | 9   | Kenny Noyes         | FTR         | 20      | +47.476   | 34       |      |
| 25   | 19  | Xavier Simeon       | Tech 3      | 20      | +47.755   | 35       |      |
| 26   | 21  | Javier Forés        | Suter       | 20      | +50.355   | 21       |      |
| 27   | 4   | Randy Krummenacher  | Kalex       | 20      | +50.544   | 29       |      |
| 28   | 25  | Alex Baldolini      | Suter       | 20      | +1:04.879 | 31       |      |
| 29   | 39  | Robertino Pietri    | Suter       | 20      | +1:09.672 | 30       |      |
| 30   | 35  | Raffaele De Rosa    | Moriwaki    | 20      | +1:09.781 | 36       |      |
| 31   | 45  | Scott Redding       | Suter       | 20      | +1:23.743 | 10       |      |
| 32   | 96  | Nasser Al Malki     | Moriwaki    | 20      | +1:39.105 | 39       |      |
| Ret  | 14  | Ratthapark Wilairot | FTR         | 10      | Caída     | 27       |      |
| Ret  | 49  | Kev Coghlan         | FTR         | 6       | Caída     | 33       |      |
| Ret  | 93  | Marc Márquez        | Suter       | 4       | Caída     | 2        |      |
| Ret  | 64  | Santiago Hernández  | FTR         | 4       | Caída     | 32       |      |
| Ret  | 13  | Anthony West        | MZ-RE Honda | 4       | Caída     | 37       |      |
| Ret  | 75  | Mattia Pasini       | FTR         | 3       | Caída     | 13       |      |
| Ret  | 95  | Mashel Al Naimi     | Moriwaki    | 0       | Caída     | 38       |      |

## Resultados 125cc
| Pos. | N.º | Piloto               | Constructor | Vueltas | Tiempo          | Parrilla | Pts. |
| ---- | --- | -------------------- | ----------- | ------- | --------------- | -------- | ---- |
| 1    | 18  | Nicolás Terol        | Aprilia     | 18      | 38:28.687       | 1        | 25   |
| 2    | 11  | Sandro Cortese       | Aprilia     | 18      | +7.710          | 2        | 20   |
| 3    | 33  | Sergio Gadea         | Aprilia     | 18      | +9.147          | 4        | 16   |
| 4    | 7   | Efrén Vázquez        | Derbi       | 18      | +9.514          | 3        | 13   |
| 5    | 94  | Jonas Folger         | Aprilia     | 18      | +9.698          | 6        | 11   |
| 6    | 5   | Johann Zarco         | Derbi       | 18      | +15.260         | 7        | 10   |
| 7    | 23  | Alberto Moncayo      | Aprilia     | 18      | +15.352         | 8        | 9    |
| 8    | 39  | Luis Salom           | Aprilia     | 18      | +15.696         | 10       | 8    |
| 9    | 25  | Maverick Viñales     | Aprilia     | 18      | +15.910         | 9        | 7    |
| 10   | 44  | Miguel Oliveira      | Aprilia     | 18      | +27.396         | 12       | 6    |
| 11   | 55  | Héctor Faubel        | Aprilia     | 18      | +42.563         | 5        | 5    |
| 12   | 53  | Jasper Iwema         | Aprilia     | 18      | +43.772         | 21       | 4    |
| 13   | 52  | Danny Kent           | Aprilia     | 18      | +44.001         | 13       | 3    |
| 14   | 15  | Simone Grotzkyj      | Aprilia     | 18      | +44.272         | 14       | 2    |
| 15   | 96  | Louis Rossi          | Aprilia     | 18      | +50.030         | 11       | 1    |
| 16   | 99  | Danny Webb           | Mahindra    | 18      | +50.424         | 23       |      |
| 17   | 31  | Niklas Ajo           | Aprilia     | 18      | +1:01.545       | 16       |      |
| 18   | 17  | Taylor Mackenzie     | Aprilia     | 18      | +1:02.931       | 20       |      |
| 19   | 63  | Zulfahmi Khairuddin  | Derbi       | 18      | +1:05.192       | 17       |      |
| 20   | 3   | Luigi Morciano       | Aprilia     | 18      | +1:05.273       | 19       |      |
| 21   | 77  | Marcel Schrötter     | Mahindra    | 18      | +1:05.396       | 22       |      |
| 22   | 19  | Alessandro Tonucci   | Aprilia     | 18      | +1:12.458       | 24       |      |
| 23   | 84  | Jakub Kornfeil       | Aprilia     | 18      | +1:30.629       | 26       |      |
| 24   | 12  | Daniel Kartheininger | KTM         | 18      | +1:30.792       | 29       |      |
| 25   | 21  | Harry Stafford       | Aprilia     | 18      | +1:30.798       | 28       |      |
| 26   | 30  | Giulian Pedone       | Aprilia     | 18      | +1:54.387       | 27       |      |
| 27   | 43  | Francesco Mauriello  | Aprilia     | 18      | +1:54.548       | 30       |      |
| 28   | 26  | Adrián Martín        | Aprilia     | 14      | +4 Vueltas      | 15       |      |
| Ret  | 36  | Joan Perelló         | Aprilia     | 9       | Retirado        | 25       |      |
| Ret  | 76  | Hiroki Ono           | KTM         | 7       | Retirado        | 18       |      |
| DNQ  | 69  | Sarath Kumar         | Aprilia     |         | No se clasificó |          |      |